# 1985 en Espagne
Cet article présente les faits marquants de l'année 1985 en Espagne.

## Décès
- 15 janvier : Salvador Cardona, coureur cycliste espagnol (° 12 janvier 1901).
- 18 janvier : Santiago Urtizberea, footballeur espagnol (° 25 juillet 1909).
- 24 janvier :
  - Dalmacio Langarica, coureur cycliste espagnol (° 5 décembre 1919).
  - Antonio Andrés Sancho, coureur cycliste espagnol (° 27 avril 1913).
- 3 février : Santiago Lazcano, coureur cycliste espagnol (° 8 mars 1947).
- 4 février : Ramon Llorens, footballeur espagnol (° 1er novembre 1906).
- 23 mars : Joseph Novales, coureur cycliste espagnol naturalisé français (° 23 juillet 1937).
- 12 avril : Vicente Sasot, joueur et entraîneur de football espagnol (° 21 janvier 1918).
- 30 août : El Yiyo (José Cubero Sanchez), matador espagnol (° 16 avril 1964).
- 13 novembre : Francisco Amorós López, footballeur espagnol (° 30 juin 1921).